# 埼玉県道84号羽生栗橋線

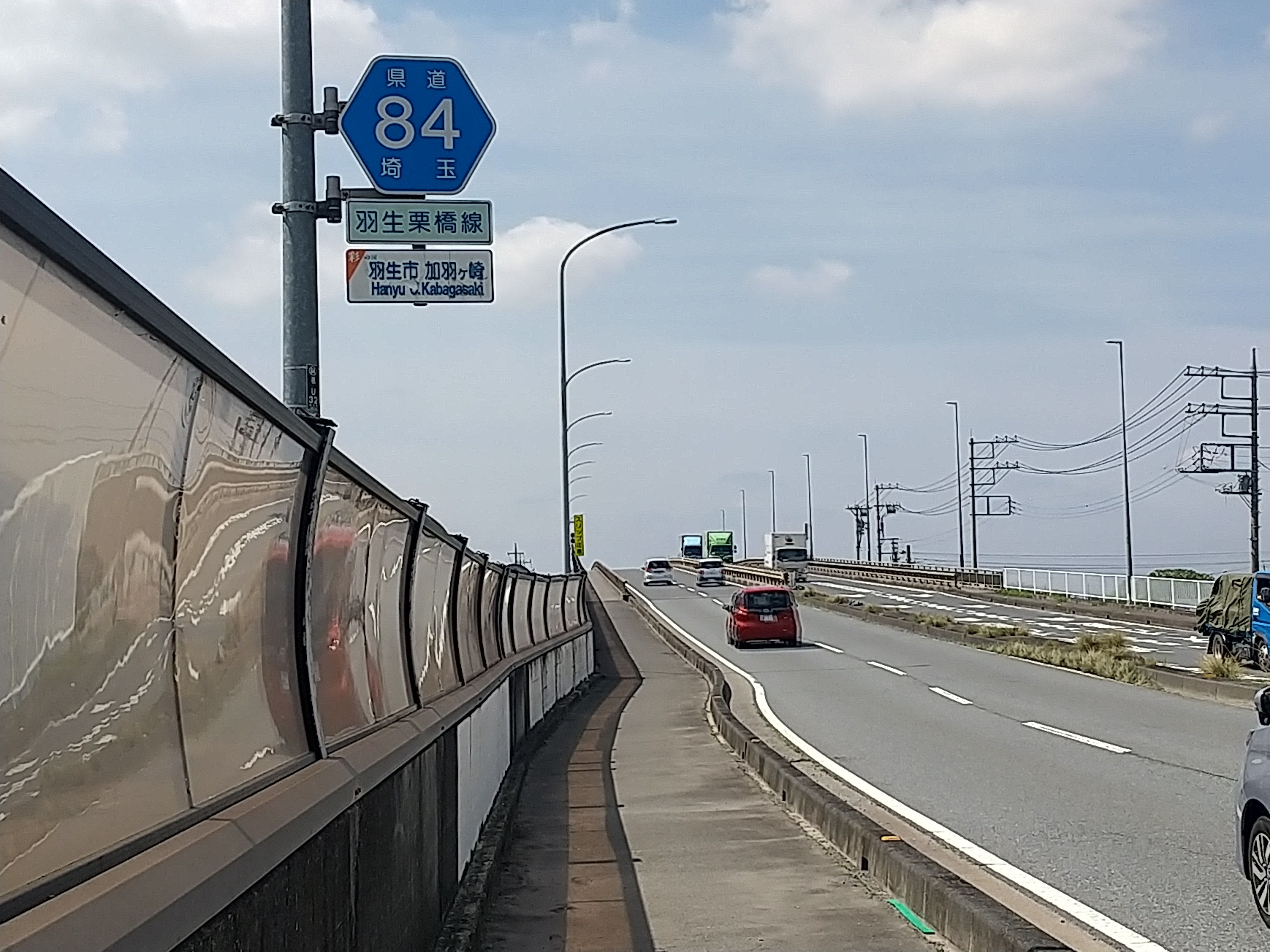
羽生市加羽ケ崎付近

埼玉県道84号羽生栗橋線（さいたまけんどう84ごう はにゅうくりはしせん）は、埼玉県羽生市の国道122号及び羽生市道（埼玉県道60号羽生外野栗橋線旧道）交点から埼玉県久喜市の国道4号・国道125号を結ぶ県道（主要地方道）である。

## 概要
起点（国道122号）から重複区間を経て羽生市内を通り、羽生ICまでは4車線となっている。また、加須市新利根二丁目交差点から同市北平野の埼玉県道346号砂原北大桑線との交差点まで新道が1 kmほど開通しているが、実質的には加須大利根工業団地内を同道から埼玉大橋方向に結ぶ道の一部となっており、新道には羽生市と久喜市旧栗橋町の間を繋ぐ機能はほぼ無い。
当県道の北側をほぼ平行する形で埼玉県道60号羽生外野栗橋線が通っているが、こちらは市街地や狭隘区間、直角カーブが存在し幹線道路としての役割が薄く、距離も長い為、同経路をほぼ一本で結んでいる当県道がこれの実質的なバイパス路線ともとれ、羽生市～旧栗橋町との行き来には当県道が主に利用される事もあり、羽生IC利用車も含め全般的に交通量が多い。
また、小松台交差点（国道122号交点）は埼玉県道32号鴻巣羽生線の終点にもなっており、4車線道路が連続している構造のため、羽生ICから国道125号行田バイパスを経由し、熊谷市方面との往来にも主に利用される。

### 路線データ
- 起点:埼玉県羽生市下岩瀬 下岩瀬交差点：国道122号（埼玉県道60号羽生外野栗橋線と重複）交点、羽生市道（埼玉県道60号羽生外野栗橋線旧道）交点
- 終点:埼玉県久喜市栗橋東 栗橋交差点：国道4号交点・国道125号（埼玉県道3号さいたま栗橋線・埼玉県道12号川越栗橋線と重複）交点、埼玉県道60号羽生外野栗橋線終点

## 地理

### 通過する自治体
- 埼玉県
  - 羽生市
  - 加須市
  - 久喜市

### 接続する道路
| 交差する道路                       | 交差する道路                       | 交差点名         | 所在地 | 所在地     |
| ---------------------------------- | ---------------------------------- | ---------------- | ------ | ---------- |
| 国道122号 太田・日光方面           |                                    |                  |        |            |
| （埼玉県道60号羽生外野栗橋線旧道） | （埼玉県道60号羽生外野栗橋線旧道） | 下岩瀬           | 羽生市 | 下岩瀬     |
| 国道122号 蓮田・東京方面           | 埼玉県道32号鴻巣羽生線             | 小松台           | 羽生市 | 小松台     |
| 埼玉県道413号羽生停車場線          | 埼玉県道129号加須羽生線            | 南七丁目         | 羽生市 | 南         |
| （旭町文化通り）                   | （旭町文化通り）                   |                  | 羽生市 | 下羽生     |
| E4 東北自動車道                    | -                                  | 羽生インター入口 | 羽生市 | 北荻島     |
| 埼玉県道366号三田ヶ谷礼羽線        | 埼玉県道366号三田ヶ谷礼羽線        | 三田ヶ谷         | 羽生市 | 三田ヶ谷   |
| （やぐるま街道）                   | （やぐるま街道）                   |                  | 加須市 | 下樋遣川   |
| 埼玉県道46号加須北川辺線           | 埼玉県道46号加須北川辺線           | 樋遣川           | 加須市 | 下樋遣川   |
| （ゆりの木通り）                   | （ゆりの木通り）                   |                  | 加須市 | 古川       |
| 埼玉県道346号砂原北大桑線          | 埼玉県道346号砂原北大桑線          | 北平野           | 加須市 | 北平野     |
| 埼玉県道60号羽生外野栗橋線         |                                    | 旗井(東)         | 久喜市 | 旗井       |
| 埼玉県道147号栗橋停車場線          |                                    | 栗橋北           | 久喜市 | 栗橋駅入口 |
| 国道125号                          | 国道4号                            | 栗橋             | 久喜市 | 栗橋東     |

### 重複区間
- 国道122号・埼玉県道60号羽生外野栗橋線：羽生市下岩瀬交差点 - 小松台交差点
- 埼玉県道129号加須羽生線・埼玉県道413号羽生停車場線：羽生市小松台交差点 - 南7丁目交差点
- 埼玉県道60号羽生外野栗橋線：久喜市旗井(東)交差点 - 栗橋交差点

### 沿線の施設
| 施設                                         | 所在地 |
| -------------------------------------------- | ------ |
| 小松台工業団地                               | 羽生市 |
| 羽生市立南中学校                             | 羽生市 |
| 埼玉県立羽生高等学校                         | 羽生市 |
| 羽生市立図書館・郷土資料館                   | 羽生市 |
| 羽生市産業文化ホール                         | 羽生市 |
| 大沼工業団地                                 | 羽生市 |
| 樋遣川幼稚園                                 | 加須市 |
| 加須市立樋遣川小学校                         | 加須市 |
| 加須大利根工業団地                           | 加須市 |
| 連花院                                       | 加須市 |
| 加須市役所大利根総合支所（旧・大利根町役場） | 加須市 |
| 加須警察署元和駐在所                         | 加須市 |
| 栗橋駅                                       | 久喜市 |

## ギャラリー

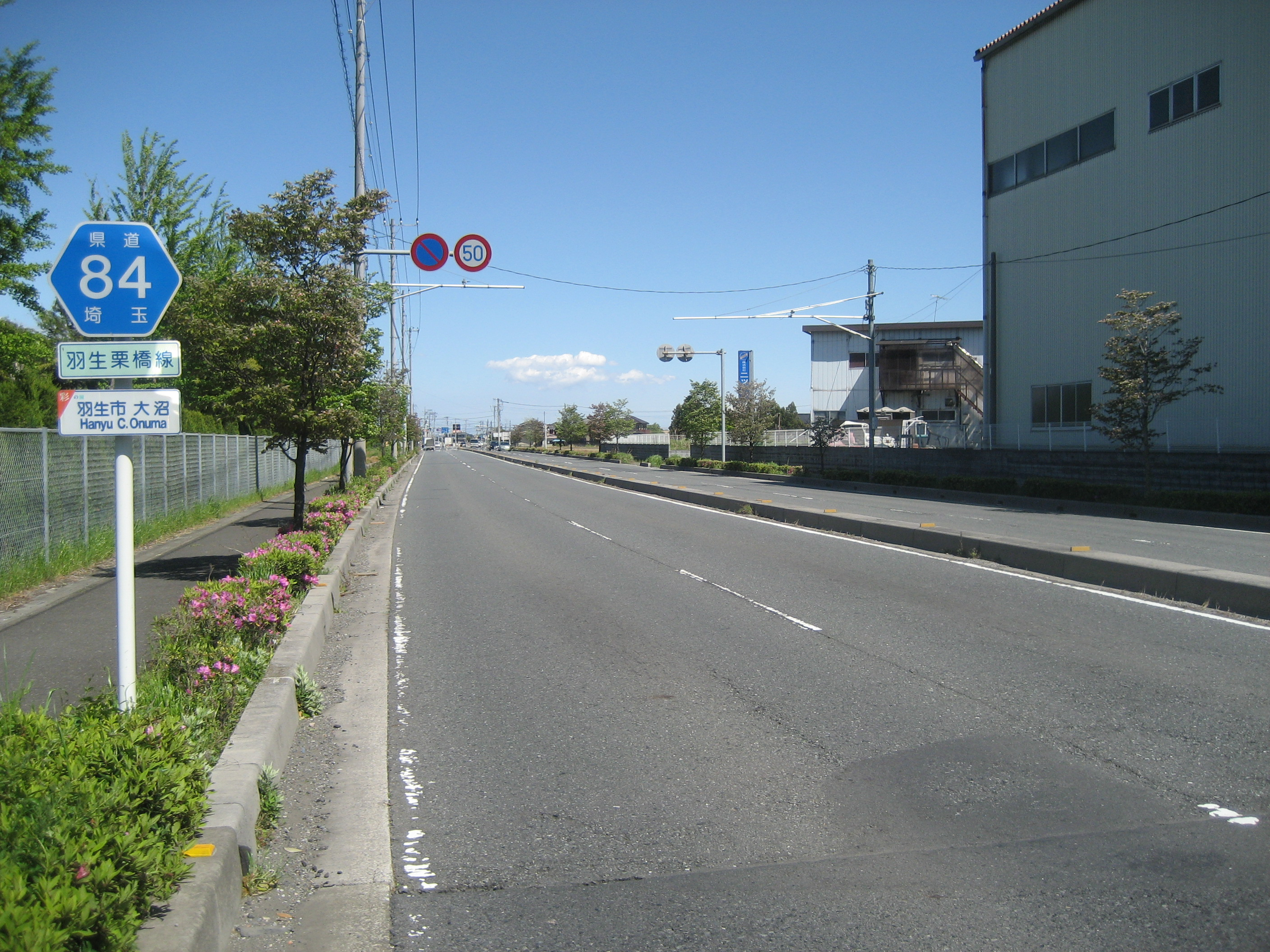
羽生市大沼付近
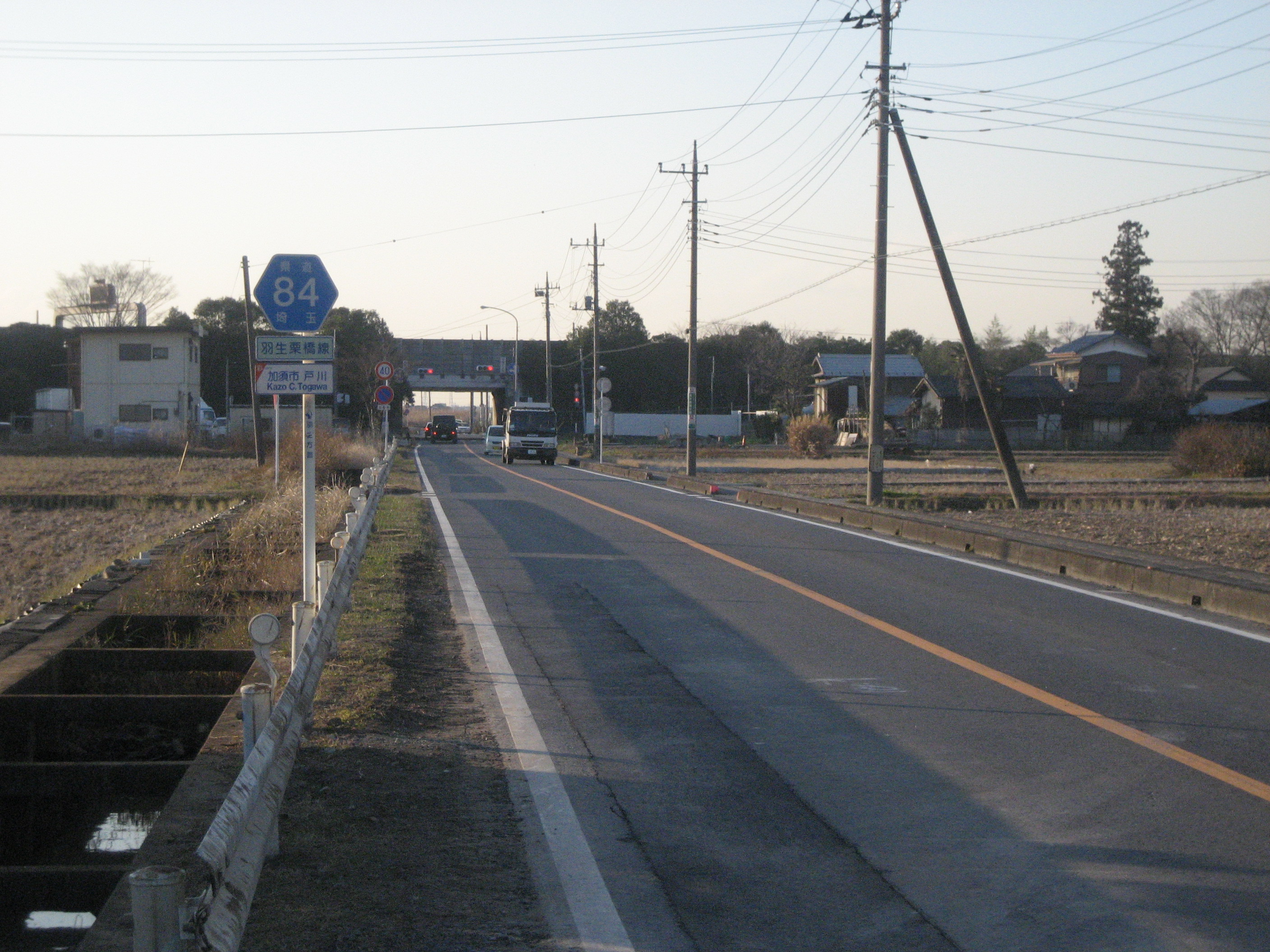
加須市戸川付近
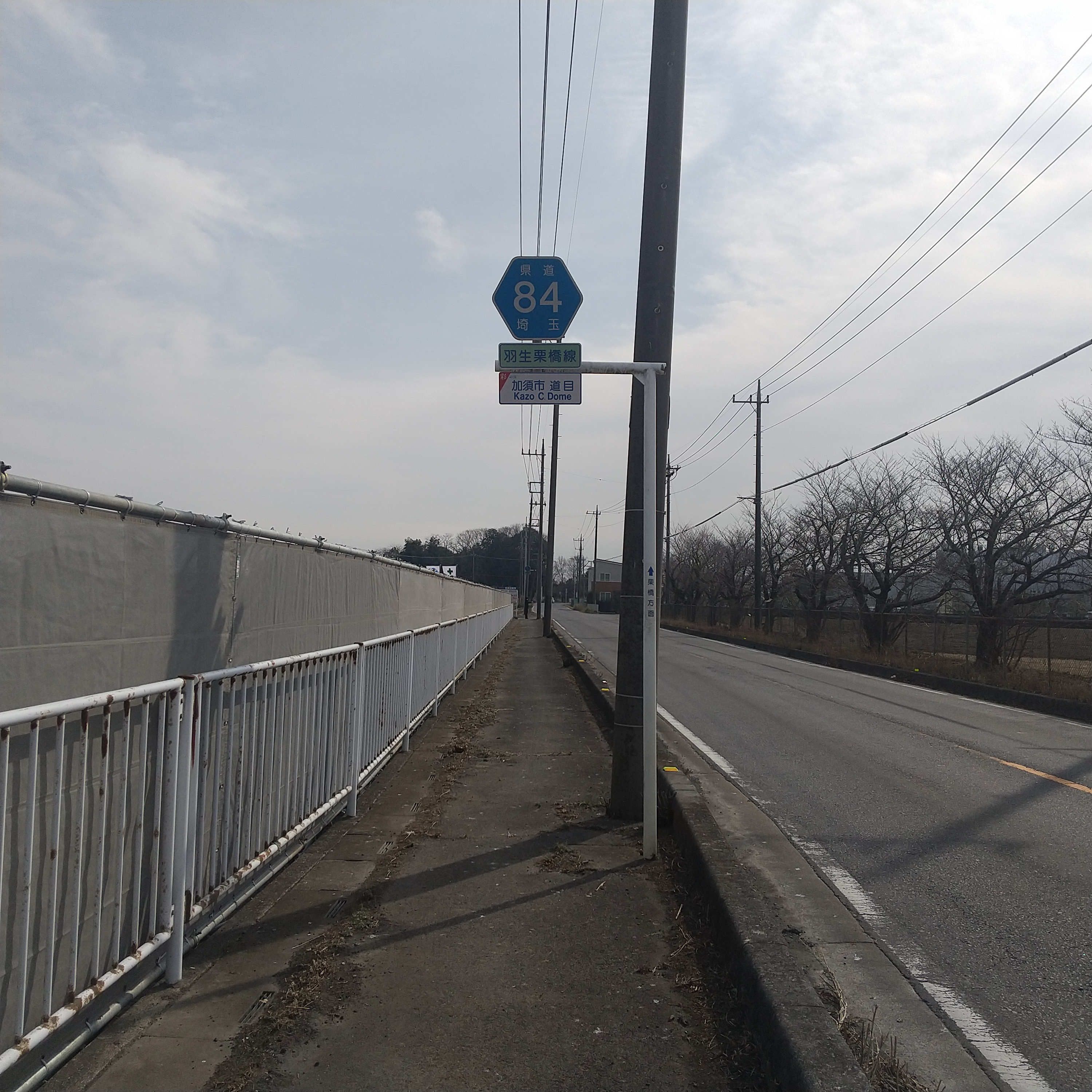
加須市道目付近